# Cristianópolis
| Cristianópolis               | Cristianópolis                                                                                  |
| ---------------------------- | ----------------------------------------------------------------------------------------------- |
|                              |                                                                                                 |
| Wappen                       | Flagge                                                                                          |
| Wappen von Cristianópolis    | Wappen von Cristianópolis                                                                       |
| Karten                       |                                                                                                 |
|                              |                                                                                                 |
| Basisdaten                   |                                                                                                 |
| Staat:                       | Brasilien (BRA)                                                                                 |
| Bundesstaat:                 | Goiás (GO)                                                                                      |
| Mesoregion:                  | Süd-Goiás (1987–2017)                                                                           |
| Mikroregion:                 | Pires do Rio (1987–2017)                                                                        |
| Distanz zu Goiânia:          | 93 km                                                                                           |
| Geografische Lage:           | 17° 12′ S, 48° 42′ W                                                                            |
| Angrenzende Gemeinden:       | Bela Vista de Goiás, São Miguel do Passa Quatro, Pires do Rio, Santa Cruz de Goiás, Piracanjuba |
| Zeitzone:                    | UTC-3 Sommer: UTC-2                                                                             |
| Höhe:                        | 801 m (?)                                                                                       |
| Fläche:                      | 225,357 km²                                                                                     |
| Einwohner:                   | 2.933                                                                                           |
| Bevölkerungsdichte:          | 13,0 Einwohner / km²                                                                            |
| Telefonvorwahl:              | +55 64                                                                                          |
| Postleitzahl (CEP):          | 75230-000                                                                                       |
| Adresse der Stadtverwaltung: | Rua Wilson da Paixão, 1 Setor Centro                                                            |
| Offizielle Website:          |                                                                                                 |
| Jahrestag:                   | 23. Juni                                                                                        |
| Gemeindegründung:            | 1953                                                                                            |
| Politik                      |                                                                                                 |
| Bürgermeister:               | Jairo Gomes Pereira Junior(PSB), 2017–2020                                                      |
| Vize-Bürgermeister:          |                                                                                                 |

Cristianópolis, amtlich portugiesisch Município de Cristianópolis, ist eine brasilianische politische Gemeinde im Bundesstaat Goiás. Sie liegt südsüdwestlich der brasilianischen Hauptstadt Brasília und südöstlich von Goiânia, der Hauptstadt des Bundesstaates. Die Bevölkerungszahl wurde zum 1. Juli 2018 auf 2968 Einwohner geschätzt, die auf einer Fläche von 225,359 km² (Stand 2018) leben.

## Geographische Lage
Cristianópolis grenzt
- im Norden an Bela Vista de Goiás und São Miguel do Passa Quatro
- im Osten an Pires do Rio
- im Süden an Santa Cruz de Goiás
- im Westen an Piracanjuba